# Atglen
Atglen é um distrito localizado no estado norte-americano de Pensilvânia, no Condado de Chester.

## Demografia
Segundo o censo norte-americano de 2000, a sua população era de 1217 habitantes. 
Em 2006, foi estimada uma população de 1357, um aumento de 140 (11.5%).

## Geografia
De acordo com o United States Census Bureau tem uma área de 
2,3 km², dos quais 2,3 km² cobertos por terra e 0,0 km² cobertos por água.

## Localidades na vizinhança
O diagrama seguinte representa as localidades num raio de 16 km ao redor de Atglen. 